# Arkadij Dworkowicz
Arkadij Dworkowicz ros.: Арка́дий Влади́мирович Дворко́вич (ur. 26 marca 1972 w Moskwie) – rosyjski polityk, ekonomista, wicepremier Federacji Rosyjskiej, od 2018 prezydent Międzynarodowej Federacji Szachowej.

## Życiorys
Z wykształcenia jest magistrem ekonomii (Wydział Ekonomiczny Moskiewskiego Uniwersytetu Państwowego). Od 1994 do 2001 był członkiem Ekonomicznej Grupy Eksperckiej Ministerstwa Finansów Rosji, od 2000 także doradcą ministra rozwoju gospodarczego i handlu FR. Od 2004 do 2008 stał na czele Eksperckiego Zarządu Prezydenta Federacji Rosyjskiej. 13 maja 2008 roku został doradcą prezydenta FR. Od 2008 do 2012 był przedstawicielem prezydenta Rosji ds. grupy czołowych państw przemysłowych i kontaktów z przedstawicielami przywódców państw, należących do grupy G8. W lutym 2012 został mianowany wiceprzewodniczącym grupy roboczej ds. przygotowania propozycji dot. formowania systemu “Otwarty rząd” w Federacji Rosyjskiej. 21 maja 2012 został powołany na stanowisko wicepremiera FR.
W 2018 zgłosił swoją kandydaturę na stanowisko Prezydenta Międzynarodowej Federacji Szachowej i zwyciężył pokonując Georgiosa Makropoulosa.
Został wyróżniony Orderem Honoru.
Jest żonaty, ma syna.